# Kanton Mézin
Der Kanton Mézin war bis 2015 ein französischer Wahlkreis im Arrondissement Nérac, im Département Lot-et-Garonne und in der ehemaligen Region Aquitanien. Er umfasste Wahlberechtigte aus sieben Gemeinden, Hauptort (chef-lieu) war Mézin, Vertreter im conseil général des Départements war zuletzt von 2004 bis 2015 Christian Bataille.

## Gemeinden
| Gemeinde                | Einwohner Jahr | Fläche km² | Bevölkerungsdichte | Postleitzahl | Code INSEE |
| ----------------------- | -------------- | ---------- | ------------------ | ------------ | ---------- |
| Lannes                  | 389 (2013)     | –          | – Einw./km²        | 47170        | 47134      |
| Mézin                   | 1549 (2013)    | –          | – Einw./km²        | 47170        | 47167      |
| Poudenas                | 246 (2013)     | –          | – Einw./km²        | 47170        | 47211      |
| Réaup-Lisse             | 586 (2013)     | –          | – Einw./km²        | 47170        | 47221      |
| Sainte-Maure-de-Peyriac | 341 (2013)     | –          | – Einw./km²        | 47170        | 47258      |
| Saint-Pé-Saint-Simon    | 219 (2013)     | –          | – Einw./km²        | 47170        | 47266      |
| Sos                     | 686 (2013)     | –          | – Einw./km²        | 47170        | 47302      |